# Экхард, Конрад
Конрад Экхард (нем. Conrad Eckhard; 1822—1905) — немецкий анатом и физиолог.

## Биография
Конрад Экхард родился 1 марта 1822 года в Хомберге. Изучал медицину в Марбургском университете и Университете Берлина, затем состоял ассистентом и прозектором в Марбурге и Гиссенском университете, где с 1849 года читал лекции в качестве приват-доцента. 
Впоследствии приглашен экстраординарным профессором анатомии в Мюнхенский университет, где вскоре был назначен ординарным профессором анатомии и гистологии; с 1891 года Экхард читал исключительно анатомию. 
Научная деятельность К. Экхарда касалась преимущественно анатомии и физиологии позвоночных животных и человека.
Особенное внимание заслуживают его «Beiträge zur Anatomie und Physiologie» (10 т., Гиссен, 1855), в которых Экхард трактует «о зависимости выделения молока, мочи и слюны и эрекции от нервной системы».
Конрад Экхард умер 28 апреля 1905 года в городе Гиссене.

## Избранная библиография
- «Ueber das Zungenbein der Säugethiere» («Müller’s Arch.», 1848);
- «Ueber die Hautdrüsen der Kröten» (там же, 1849);
- «Ueber die Einwirkungen der Temperaturen des Wassers auf die motorischen Nerven des Frosches» (Гейдельберг, 1850);
- «Die chemische Reizung der motorischen Froschnerven» (Henle u. Pfeuffer, «Zeitschr. f. rat. Med.», 1851);
- «Lehrbuch der Anatomie des Menschen» (1862);
- «Experimentalphysiologie des Nervensystems» (1867);
- «Zur Deutung der Entstehung der vom vierten Ventrikel aus erzeugbaren Hydrurien» («Zeitschr. f. Biol., XI,IV).